# 정기생명보험
정기생명보험(定期保險)이란 계약한 기간 동안 보장을 받는 생명보험을 말한다. 보험계약자가 기간 중 사망할 시 수혜자가 보험금을 수령하게 된다.

## 같이 보기
- 종신보험